# Rådet for Større Badesikkerhed
Rådet for Større Badesikkerhed er en dansk uvildig, almennyttig og frivillig baseret organisation, der arbejder for at reducere antallet af drukneulykker i Danmark. Den blev grundlagt i marts 1983.

## De 8 baderåd
Én af opgaverne Rådet som det første løste, var at lave ti råd om sikker badning. Det er senere blevet skåret ned til otte råd.
- Lær at svømme og springe rigtigt
- Bad aldrig alene
- Bad kun hvor det er tilladt
- Gå kun ud til navlen
- Spring kun på hovedet, hvor vandet er dybt nok
- Svøm langs kysten
- Bad aldrig med alkohol og euforiserende stoffer i blodet
- Gå op, når du begynder at fryse